# Kinnarodden
El cabo Nordkinn, también llamado por su nombre en noruego, Kinnarodden, es el punto de territorio continental más septentrional de Noruega y, por tanto, de toda Europa continental. Está situado en la península Nordkyn, a unos veinte kilómetros del pueblo de Mehamn, entre los términos municipales de Lebesby y Gamvik, en la provincia de Finnmark. 
Con una latitud de 71° 08′ 02″ Norte, se encuentra a un par de minutos al sur de Knivskjelodden y de cabo Norte, los puntos más septentrionales de Europa si no se tienen en cuenta islas lejanas como las del archipiélago Svalbard, también perteneciente a Noruega. Ambos lugares se encuentran en la isla de Magerøya y no son, consecuentemente, territorio continental. La distancia entre Kinnarodden y el Polo Norte es de 2106,6 km, unos 6 km más lejos de lo que está cabo Norte. Kinnarodden está situado a unos 70 km al este de cabo Norte. 
En un claro contraste con cabo Norte, que cuenta con instalaciones turísticas para sus 200.000 visitantes anuales aproximadamente, el cabo Nordkinn es más bien un lugar solitario que sólo se puede visitar caminando por un sendero de unos 23 km que parte de Mehamn, lo que supone un día de camino para llegar allí. Además, el terreno no es el más adecuado para el senderismo y pueden necesitarse más de dos días para la visita. Sin embargo, Kinnarodden también puede alcanzarse por vía marítima. Puede ser visto desde los Hurtigruten que recorren la costa de Noruega y también se ofrecen excursiones en barco sobre las que es posible informarse en la oficina de turismo de Gamvik. 